# Niu Jianfeng
Niu Jianfeng (牛剑锋, Baoding, 3 april 1981) is een Chinees professioneel tafeltennisspeelster. Ze won in 2003 zowel het enkel- als dubbelspeltoernooi (samen met Guo Yue) op de ITTF Pro Tour Grand Finals. Een jaar eerder won ze dubbelspelevenement ook al samen met Li Jia. De Chinese werd in 2004 met de nationale ploeg wereldkampioen op het toernooi voor landenteams en kwam tot de tweede plaats op de ITTF-wereldranglijst (voor het eerst in december 2004).

## Sportieve loopbaan
Ondanks dat ze in haar hoogtijdagen gold als wereldtopper, opereerde Jianfeng op kritieke momenten vaak in de schaduw van net een stap grotere tijdgenoten als Wang Nan en Zhang Yining. Zo behaalde ze zowel in Parijs 2003 als Shanghai 2005 samen met Yue de finale van het wereldkampioenschap damesdubbel, maar boog ze daarin in beide gevallen voor het duo Nan/Yining. Op de Olympische Spelen 2004 haalde ze samen met Yue brons in het kielzog van andermaal Nan/Yining. Ook in de enkelspelfinale van de World Cup 2003 kon Jianfeng Nan niet verslaan.
Jianfengs drie behaalde Grand Finals-titels waren het resultaat van in totaal zes finales waarvoor ze zich plaatste. In de eindstrijd van het enkelspeltoernooi van 2001 pikte Nan het goud in, in 2004 Yue. Dat jaar voorkwam het duo Yining/Nan tevens dat Jianfeng haar derde opeenvolgende dubbeltitel won.

## Erelijst
Belangrijkste resultaten:
- Winnares wereldkampioenschap 2004 landenploegen (met China)
- Kwartfinales WK enkelspel in 2001, 2003 en 2005
- Zilver WK dubbelspel in 2003 en 2005 (met Guo Yue)
- Halve finale WK gemengd dubbelspel 2003 (met Qin Zhijan)
- Zilver World Cup enkelspel 2003
- Brons in het dubbelspel op de Olympische Zomerspelen 2004 (met Guo Yue)
- Winnares Aziatisch kampioenschap enkelspel 2003
- Zilver Aziatisch kampioenschap dubbelspel 2005

ITTF Pro Tour:
Enkelspel:
- Winnares ITTF Pro Tour Grand Finals 2003
- Winnares Joegoslavië Open 1997
- Winnares Amerika Open 2001
- Winnares Nederland Open 2002
- Winnares Duitsland Open 2004
- Winnares Oostenrijk Open 2004

Dubbelspel:
- Winnares ITTF Pro Tour Grand Finals 2002 (met Li Jia) en 2003 (met Guo Yue)
- Winnares Zweden Open 2000 (met Bai Yang) en 2003 (met Guo Yue)
- Winnares Kroatië Open 2001 (met Bai Yang)
- Winnares China Open 2001 (met Bai Yang)
- Winnares Amerika Open 2001 (met Bai Yang)
- Winnares Nederland Open 2001 (met Bai Yang) en 2002 (met Li Jia)
- Winnares Qatar Open 2002 (met Li Jia) en 2005 (met Guo Yue)
- Winnares Duitsland Open 2002 (met Li Jia) en 2004 (met Guo Yue)
- Winnares Korea Open 2003 (met Guo Yue)
- Winnares Japan Open 2003 en 2004 (beide met Guo Yue)
- Winnares Denemarken Open 2003 (met Guo Yue)
- Winnares Griekenland Open 2004 (met Guo Yue])
- Winnares Singapore Open 2004 (met Guo Yue)